# Дорогощанское сельское поселение
Дорогоща́нское се́льское поселе́ние — упразднённое муниципальное образование в составе Грайворонского района Белгородской области Российской Федерации.
Административный центр — село Дорогощь.
19 апреля 2018 года упразднено при преобразовании Грайворонского района в Грайворонский городской округ.

## История
Дорогощанское сельское поселение образовано 20 декабря 2004 года в соответствии с Законом Белгородской области № 159.

## Население
| 2010 | 2011 | 2012 | 2013 | 2014 | 2015 | 2016 |
| ---- | ---- | ---- | ---- | ---- | ---- | ---- |
| 984  | ↘980 | ↘968 | ↘961 | ↘957 | ↘948 | ↘946 |
| 2017 | 2018 |      |      |      |      |      |
| ↘929 | ↘924 |      |      |      |      |      |

## Состав сельского поселения
| № | Населённый пункт | Тип населённого пункта       | Население |
| - | ---------------- | ---------------------------- | --------- |
| 1 | Дорогощь         | село, административный центр | ↘698      |
| 2 | Санково          | село                         | ↘286      |